# Ватанабе Юмі
Ватанабе Юмі (яп. 渡邊 由美; нар. 2 липня 1970) — японська футболістка. Вона грала за збірну Японії.

## Клубна кар'єра
Виступала в «Fujita Tendai SC Mercury».

## Виступи за збірну
Дебютувала у збірній Японії 1 червня 1988 року в поєдинку проти США. У складі японської збірної учасниця жіночого чемпіонату світу 1991 року. З 1988 по 1991 рік зіграла 19 матчів та відзначилася 2-а голами в національній збірній.

## Статистика виступів
| Збірна Японії | Збірна Японії | Збірна Японії |
| Рік           | Матчі         | Голи          |
| ------------- | ------------- | ------------- |
| 1988          | 2             | 0             |
| 1989          | 9             | 2             |
| 1990          | 6             | 0             |
| 1991          | 2             | 0             |
| Загалом       | 19            | 2             |